# Joel Filártiga
Joel Holden Filártiga Ferreira (Ybytymí, 15 de agosto de 1932-Asunción, 5 de julio de 2019) fue un médico, activista por los derechos humanos y artista paraguayo. Era el padre de Joelito Filártiga, quien fue asesinado por la policía durante la dictadura de Alfredo Stroessner en 1976.

## Biografía
Joel Filártiga nació en la ciudad de Ybytymí, Departamento de Paraguarí, el 15 de agosto de 1932. Estudió Medicina en la Universidad Nacional de Asunción, y en la Escuela de Medicina Albert Einstein de Nueva York. Fue delegado del Centro de Estudiantes de la Facultad de Medicina ante la Federación Universitaria del Paraguay, desde donde participó de las luchas contra la dictadura de Alfredo Stroessner.

## Carrera

### Medicina y arte
Filártiga inicialmente se destacó por ofrecer atención sanitaria a campesinos pobres e indígenas en la clínica que abrió en 1959 en la localidad de Ybycuí, en Paraguarí. Filártiga también tenía afición a la pintura. Varias de sus obras formaron parte de presentaciones especiales en Paraguay y en el exterior.

### Muerte de Joelito Filártiga y activismo por los derechos humanos
En la madrugada del 30 de marzo de 1976, la policía asesinó al hijo de Filártiga, Joelito, de 17 años. La policía informó del hecho disfrazándolo de un «crimen pasional», cometido por un policía vecino de la casa, Duarte Arredondo, cuando sorprendió a Joelito con su mujer. Sin embargo, Joelito fue raptado por el policía Américo Norberto Peña Irala, y torturado, ya que su cuerpo contenía marcas de ello. La familia Filártiga era opositora al régimen stronista, y por ello la persecución.
Filártiga luchó por mucho tiempo para que se hiciera justicia, y se considerara que su hijo había sido asesinado. Durante el juicio, la causa de la familia fue defendida por el abogado Horacio Galeano Perrone. El caso no prosperó, Galeano Perrone fue apresado. 
En 1978, Peña Irala escapó a los Estados Unidos. Una hija de Filártiga, Dolly, también fue buscando el exilio. Cuando se enteró de la presencia de Peña en el país del norte, lo denunció con la ayuda del Centro de Derechos Constitucionales. En 1980, la justicia estadounidense falló a favor de la familia Filártiga, concediéndoles un reparo de 10.4 millones de dólares.

## Fallecimiento
Filártiga falleció el 5 de julio de 2019 a los 86 años, en el hospital del Instituto de Previsión Social en Asunción.

## Legado y reconocimientos
En 1990 se lanzó la película para televisión One Man's War (Un hombre en guerra en España y La guerra de un solo hombre en Hispanoamérica), basada en el caso del asesinato del hijo de Filártiga, con Anthony Hopkins interpretando al doctor Filártiga.
En noviembre de 2018, fue condecorado por el Senado de Paraguay, que le rindió un homenaje por «su inquebrantable lucha por la salud, la libertad y la justicia».
Mural póstumo en la intersección de las calles Colón y Milano en la ciudad de Asunción.
El 15 de julio de 2019, se propuso nominar una calle de la ciudad de Asunción como «Doctor Joel Filártiga».

## Obras

### Plásticas
- Más de 90 obras gráficas relacionadas con los derechos humanos y el gobierno militar de Alfredo Stroessner.

### Libros
- Salmos (1997).[6] Escrito por: Filártiga, Joel. Editorial: Fundación Joel Filártiga hijo.
- Apocalipsis: Imperialismo ecológico y ecoapocalipsis global (2000). Escrito por: Filártiga, Joel; Agüero Wagner, Luis; prólogo Galeano, Eduardo. Editorial: Fundación Joel Filártiga hijo.
- La fiesta del Tiranosaurio (2002). Escrito por: Filártiga, Joel; Agüero Wagner, Luis. Editorial: Fundación Joel Filártiga hijo.
- Un Napoleón de hojalata (2002). Escrito por: Filártiga, Joel; Agüero Wagner, Luis. Editorial: Fundación Joel Filártiga hijo.
- La increíble historia de Jorge W. Arbusto (y sus terroristas del alma) (2003). Escrito por: Filártiga, Joel; Agüero Wagner, Luis. Editorial: Fundación Joel Filártiga hijo.
- La invasión silenciosa: Imperialismo vs. salud pública en el Paraguay (2006). Escrito por: Filártiga, Joel; Agüero Wagner, Luis. Editorial: Fundación Joel Filártiga hijo.
- Canto al marine paranoico (2010). Poemario escrito por: Filártiga, Joel. Editorial: Fundación Joel Filártiga hijo.
- Guerra bioalimentaria. Guerra biotecnológica. Proyectil soja. (2011).[7] Escrito por: Filártiga, Joel. Editorial: Fundación Joel Filártiga hijo.